# Premier Padel 2023
El Premier Padel 2023 fue la segunda edición del circuito profesional de pádel Premier Padel. Esta edición se celebró a lo largo de 2023 y contó con un total de 8 torneos, distribuidos en 7 países y 4 continentes, de los cuales se acabaron disputando 6.

## Calendario
En su segunda edición, el calendario de Premier Padel siguió estando restringido por el calendario de World Padel Tour, puesto que los mejores jugadores del mundo tenían la obligación, por contrato, de jugar todos los torneos Master y Open (1000) de dicho circuito.
El calendario oficial se publicó el 3 de febrero, y en él aparecen los mismos torneos que en la edición anterior; cuatro Major y cuatro P1. De esta manera, los jugadores volverán a lugares icónicos como el Stade Roland Garros en Francia o el Foro Itálico en Roma.
Finalmente, se anunció que esta edición de Premier Padel tendría categoría femenina, después de que en 2022 sólo hubiera categoría masculina.
| Torneo       | Ciudad    | País      | Fecha                            | Ref.   |
| ------------ | --------- | --------- | -------------------------------- | ------ |
| Qatar Major  | Doha      | Catar     | 26 de febrero - 5 de marzo       | [ 5 ]  |
| Italy Major  | Roma      | Italia    | 10 - 16 de julio                 | [ 6 ]  |
| Madrid P1    | Madrid    | España    | 17 - 23 de julio                 | [ 7 ]  |
| Mendoza P1   | Mendoza   | Argentina | 31 de julio - 6 de agosto        | [ 8 ]  |
| Paris Major  | París     | Francia   | 4 - 10 de septiembre             | [ 9 ]  |
| NewGiza P1   | Guiza     | Egipto    | 30 de octubre - 5 de noviembre   |        |
| Mexico Major | Monterrey | México    | 27 de noviembre - 3 de diciembre |        |
| Milano P1    | Milán     | Italia    | 4 - 10 de diciembre              | [ 10 ] |

## Campeones por torneo
Competición masculina
     Major
     P1
| Torneo  | Ganadores                        | Finalistas                           | Resultado       |
| ------- | -------------------------------- | ------------------------------------ | --------------- |
| Qatar   | Franco Stupaczuk Martín Di Nenno | Sanyo Gutiérrez Fernando Belasteguín | 6-2 / 7-6(5)    |
| Italy   | Agustín Tapia Arturo Coello      | Federico Chingotto Paquito Navarro   | 7-5 / 7-6(2)    |
| Madrid  | Agustín Tapia Arturo Coello      | Federico Chingotto Paquito Navarro   | 7-5 / 6-2       |
| Mendoza | Agustín Tapia Arturo Coello      | Franco Stupaczuk Martín Di Nenno     | 6-2 / 7-6(6)    |
| Paris   | Agustín Tapia Arturo Coello      | Federico Chingotto Paquito Navarro   | 7-6(2) / 6-1    |
| Milano  | Alejandro Galán Juan Lebrón      | Franco Stupaczuk Martín Di Nenno     | 7-6 / 6-7 / 7-6 |

Competición femenina
     Major
     P1
| Torneo | Ganadores                      | Finalistas                     | Resultado             |
| ------ | ------------------------------ | ------------------------------ | --------------------- |
| Italy  | Marta Ortega Gemma Triay       | Ariana Sánchez Paula Josemaría | 6-3 / 3-6 / 7-5       |
| Madrid | Bea González Delfi Brea        | Ariana Sánchez Paula Josemaría | 5-7 / 7-6(3) / 7-6(6) |
| Paris  | Ariana Sánchez Paula Josemaría | Marta Ortega Gemma Triay       | 6-2 / 6-4             |
| Milano | Bea González Delfi Brea        | Alejandra Salazar Sofía Araujo | 6-0 / 7-6(4)          |